# Улица Чайковского (Королёв)
Улица Чайковского — улица в центральной части города Королёв.

## История
Застройка улицы началась в 1956 году. Улица названа в честь композитора П.И. Чайковского.
Застроена в основном 5-этажными кирпичными домами. На улице расположены городской парк, стадион «Вымпел».
Над проектом стадиона работала архитектор Гулецкая Любовь Петровна. Стадион сдан в эксплуатацию в 1961 году и был рассчитан на 10000 зрителей.

## Трасса
Улица Чайковского начинается от Пионерской улицы и заканчивается на Октябрьской улице.

## Достопримечательности, учреждения и организации
- №6а — Детский сад №17 Росинка